# Lê Chiêm
Lê Chiêm (sinh ngày 1 tháng 1 năm 1958) là một sĩ quan cấp cao của Quân đội nhân dân Việt Nam, hàm Thượng tướng và chính trị gia người Việt Nam. Ông là nguyên Thứ trưởng Bộ Quốc phòng Việt Nam phụ trách công tác tư pháp, thanh tra, kiểm tra, pháp chế, thi hành pháp luật về xử lý vi phạm hành chính, Đại biểu Quốc hội Việt Nam khóa XIV thuộc Đoàn Đại biểu Quốc hội tỉnh Kon Tum. Trong Đảng Cộng sản Việt Nam, ông là Ủy viên Ban Chấp hành Trung ương khoá XII, nguyên Ủy viên Quân ủy Trung ương, nguyên Ủy viên Ủy ban Kiểm tra Quân ủy Trung ương.

## Xuất thân
Ông sinh vào tháng 1 năm 1958, quê quán tại xã Quế Xuân, huyện Quế Sơn, tỉnh Quảng Nam. Ông hiện cư trú ở số 105, Nguyễn Trác, phường Hòa Cường Bắc, quận Hải Châu, thành phố Đà Nẵng.

## Giáo dục
- Giáo dục phổ thông: 12/12 hệ bổ túc trung học[3]
- Đại học, Chỉ huy tham mưu[3]

## Sự nghiệp
Ông gia nhập Đảng Cộng sản Việt Nam vào ngày 22 tháng 2 năm 1980. Ngày chính thức: 22/08/1981
Thượng tướng Lê Chiêm là người con của tỉnh Quảng Nam, vùng quê giàu truyền thống cách mạng; được đào tạo cơ bản tại Học viện Lục quân, Học viện Quốc phòng; trưởng thành từ người chiến sĩ, được rèn luyện trong cuộc chiến tranh bảo vệ Tổ quốc ở biên giới Tây Nam và chiến trường Campuchia, đã trực tiếp tham gia nhiều trận chiến đấu với quân Pôn pốt
Tháng 12/1976 - 2/1977: Chiến sĩ Trung đoàn 38,Sư đoàn 2, Quân khu 5.
Tháng 3/1977-11/1977: Hạ sỹ, Học viên Trường Quân sự Quân khu 5.
Tháng 12/1977-6/1981: Hạ sỹ, Trung sỹ, Thượng sỹ, Tiểu đội Trưởng, Trung đội Phó, Trung đội Trưởng, Tiểu đoàn 6, Trung đoàn 38, Sư đoàn 2,Quân khu 5.
Tháng 7/1981-11/1981: Thượng sỹ, Học viên trường quân chính Quân khu 5.
Tháng 12/1981-7/1985: Đại đội phó, Đại đội trưởng, Quyền Tiểu đoàn trưởng, Phó Tham mưu trưởng Trung đoàn 38, Sư đoàn 2,Quân khu 5. (chiến đấu tại Campuchia).
Tháng 8/1985-7/1989: Học viên Học viện Lục quân (Việt Nam).
Tháng 8/1989-1/1995: Trung đoàn phó-TMT, Trung đoàn trưởng Trung đoàn 1, Sư đoàn 2, Quân khu 5.
Tháng 2/1996-8/1996, Phó Tham mưu trưởng Sư đoàn 307, Quân khu 5.
Tháng 9/1996 - 6/1998, Học viên Học viện Quốc phòng (Việt Nam).
Tháng 7/1998 - 12/2003, Sư đoàn phó Quân sự, Sư đoàn phó-TMT, Sư đoàn trưởng Sư đoàn 2, Quân khu 5.
Tháng 1/2004 - 8/2006, Chỉ huy trưởng Bộ chỉ huy Quân sự tỉnh Đắk Lắk. Quân khu 5.
Tháng 9/2006 -6/2007, Học viên Học viện Quốc phòng (Việt Nam).
Tháng 7/2007 - 9/2007, Phó Tham mưu trưởng Quân khu 5.
Tháng 9/2007 - 7/2010, Phó Tư lệnh Quân khu 5.
Tháng 7/2010 - 8/2010, Phó Tư lênh kiêm Tham mưu trưởng Quân khu 5.
Tháng 8/2010 - 3/2015, Tư lệnh Quân khu 5.
Tháng 1/2011, ông được bầu làm Ủy viên Ban Chấp hành Trung ương Đảng Cộng sản Việt Nam khóa XI.
Tháng 4 năm 2015: Phó Tổng Tham mưu trưởng Quân đội nhân dân Việt Nam.
Tháng 10 năm 2015: Thứ trưởng Bộ Quốc phòng. Ông cũng là Ủy viên Ủy ban Kiểm tra Quân ủy Trung ương.
Tháng 1 năm 2016, ông được bầu làm Ủy viên Ban Chấp hành Trung ương Đảng Cộng sản Việt Nam khóa XII
Tháng 05 năm 2016, ông trúng cử đại biểu Quốc hội Việt Nam khóa XIV tỉnh Kon Tum.
Ngày 1 tháng 6 năm 2021, Thủ tướng Chính phủ Phạm Minh Chính ký Quyết định, Thượng tướng Lê Chiêm, Ủy viên Trung ương Đảng khóa XII, thôi giữ chức vụ Thứ trưởng Bộ Quốc phòng kể từ ngày ký.

## Lịch sử thụ phong quân hàm
| Năm thụ phong | 1983     | 1985      | 1988   | 1991     | 1995     | 1999      | 2003   | 8-2008      | 11-2012     | 12-2016      |
| ------------- | -------- | --------- | ------ | -------- | -------- | --------- | ------ | ----------- | ----------- | ------------ |
| Cấp bậc       | Trung úy | Thượng úy | Đại úy | Thiếu tá | Trung tá | Thượng tá | Đại tá | Thiếu tướng | Trung tướng | Thượng tướng |

## Đại biểu Quốc hội Việt Nam khóa XIV nhiệm kì 2016-2021
Chiều ngày 9 tháng 3 năm 2016, ông cùng với các ông Đỗ Bá Tỵ và Võ Trọng Việt được Thường vụ Đảng ủy Bộ Tổng Tham mưu - Cơ quan Bộ Quốc phòng Việt Nam giới thiệu ứng cử đại biểu Quốc hội khoá XIV.
Ngày 22 tháng 5 năm 2016, ông được bầu làm đại biểu Quốc hội Việt Nam khóa XIV nhiệm kì 2016-2021, thuộc đoàn đại biểu quốc hội tỉnh Kon Tum, tại đơn vị bầu cử số 2 tỉnh Kon Tum gồm các huyện: Đăk Hà, Đăk Tô, Tu Mơ Rông, Ngọc Hồi và Đăk Glei, được 132.992 phiếu, đạt tỷ lệ 92,24% số phiếu hợp lệ.

## Quân đội không làm kinh tế
Ngày 23 tháng 6 năm 2017, tại buổi làm việc của thủ tướng Nguyễn Xuân Phúc với lãnh đạo Thành phố Hồ Chí Minh, thượng tướng Lê Chiêm, Thứ trưởng Bộ Quốc phòng, Ủy viên Quân ủy Trung ương cho biết chủ trương của thường vụ Quân ủy Trung ương (Lê Chiêm không phải là ủy viên thường vụ Quân ủy Trung ương) là quân đội Việt Nam sẽ không làm kinh tế nữa mà tập trung dựng quân đội vững mạnh, chính quy, bảo vệ Đảng Cộng sản Việt Nam và nhân dân, "Tất cả các doanh nghiệp quân đội sẽ cổ phần hóa, thoái vốn hết". Tuy nhiên, sau đó vào ngày 6 tháng 7 năm 2017, thiếu tướng Võ Hồng Thắng, Cục trưởng Cục Kinh tế Bộ Quốc phòng khẳng định quân đội sẽ tiếp tục làm kinh tế, và vào ngày 7 tháng 7 năm 2017, tại buổi làm việc với tập đoàn viễn thông quân đội Viettel, đại tướng Ngô Xuân Lịch, Bộ trưởng Bộ Quốc phòng Việt Nam, Phó Bí thư Quân ủy Trung ương khẳng định, tham gia phát triển kinh tế, xây dựng kinh tế là chức năng, thể hiện được truyền thống của quân đội nhân dân Việt Nam, và thời gian tới, trách nhiệm chính trị của đảng bộ quân đội là phải làm tốt hơn, phấn đấu "có nhiều Viettel nữa". Ông cũng cho rằng nhiệm vụ tham gia sản xuất, xây dựng kinh tế luôn là chức năng nhiệm vụ hết sức quan trọng của quân đội trong quá khứ, hiện tại và tương lai nhưng lại là điểm mà các thế lực thù địch tập trung chống phá. Theo ông "Chúng cho rằng quân đội không làm kinh tế. Nguyên tắc chúng ta là Đảng lãnh đạo tuyệt đối về mọi mặt đối với quân đội, không giao cho tổ chức, cá nhân nào lãnh đạo, điều hành quân đội".

## Phát biểu
- Nói về nạn đầu cơ đất ở khu vực sân bay Long Thành tại phiên thảo luận tổ của Quốc hội sáng 27/10/2017: "TP. HCM đổ về Đồng Nai mua đất, đăng ký hết rồi. Người dân ở Long Thành không ở được mà lên Đắk Lắc, Lâm Đồng ở để phát triển kinh tế. Còn đất ở Long Thành họ bán, cán bộ ta mua hết rồi".[10]